# Szakács József (lelkész)
Szakács József (Nyírpazony, 1930. február 20. – Budapest, 1988. január 24.) adventista lelkész, unióelnök, a Szabadegyházak Tanácsának elnöke, országgyűlési képviselő, a Hazafias Népfront Budapesti Bizottsága Elnöksége és az Országos Béketanács tagja.
1956-tól egyházi tevékenységét az Állami Egyházügyi Hivatal és a politikai rendőrség utasításai alapján végezte és hajtotta végre a pártállam akaratát.

## Élete
1930-ban Nyírpazonyban született. Fiatalemberként, 17 évesen csatlakozott az adventistákhoz  és megkeresztelkedése után könyvevangélistaként, majd segédlelkészként dolgozott. 1949-től  vagy 1950-től  adventista gyülekezeteket vezetett a Tiszántúli egyházkörzetben. 1957-ben szentelték fel lelkésznek. Pechtol János unióelnök veje lett, majd ezután az egyházban gyorsan ívelt felfelé a karrierje.
Miután Mátészalka környékén valamilyen ügybe keveredett, rendőrségi felügyelet alá került. Ekkor kezdődtek BM-es kapcsolatai, amelyek még inkább elmélyültek, miután Budapestre került.
1956 nyarán az állambiztonság beszervezte és kezdetben ügynök, majd titkos munkatárs lett „Szaniszló Pál” néven, az „adventista szekta” vonalán.
1965-től adventista egyháztanácsi tag, majd egyházterületi titkár, később területi elnök.
1970-ben elvégezte a MÚOSZ újságíró iskoláját.
1971-ben a Magyarországi Adventista Egyház elnökévé választották (unióelnök) és a Szabadegyházak Tanácsának alelnöke lett.
Az állambiztonsági szolgálata nagy szerepet játszott az adventista egyház szakadásában. Az 1970-es években Egervári Oszkár és Vankó Zsuzsa vezetésével tiltakozás jött létre az egyházban. Ők többek közt a lemondását követelték.
Palotay Sándor halála (1979) és Nagy József rövid elnöksége után 1980-tól viselte a kilenc tagegyházat tömörítő Magyarországi Szabadegyházak Tanácsának (SZET) elnöki tisztét. A SZET Lelkészképző Intézete társadalomtudományi tanszékének tanára is lett.
1985 júniusában országos listán parlamenti képviselővé választották, 1988-as haláláig az maradt.

## Állambiztonsági kapcsolata
1956-tól 1985-ig, parlamenti képviselővé választásáig állt a politikai rendőrség alkalmazásában. Szaniszló (Pál) néven tizenkét kötetes jelentésgyűjtemény maradt utána.
A hívőkkel, lelkészekkel lezajlott beszélgetéseiről folyamatosan tájékoztatta a belügyminisztériumot; ezek a jelentéseit képezték.
Titkosszolgálati szerepe a külföldi vezetők dezinformálását (hazai ügyekbe történő beavatkozásuk kiiktatását), a nemzetközi akciók semlegesítését is szolgálta.

## Díjai
1985-ben a Debreceni Református Teológiai Akadémia a díszdoktorává avatta.

## Publikációk
- Számvetés. Az Adventista Egyház H. N. választó unió konferenciája, 1967. dec. 7-8.; összeáll. Gombos Andor, Szakács József, Szigeti Jenő; Zenemű Ny., Bp., 1968
- Boldog élet, Bibliai Tanulmányok, szerk. Szakács József, Páskuly Józsefné, H. N. Adventista Egyház, Bp., 1974
- Szeretettel szolgáljatok! 1982; fel. szerk. Szakács József, szerk. Pócsik Béla; Magyarországi Szabadegyházak Tanácsa, Bp., 1981
- A magyarországi Szabadegyházak Tanácsához tartozó tagegyházak hitvallásai és szervezeti szabályzatai; Szabadegyházak Tanácsa, Bp., 1981
- "Az én házam népe" 1984, szerk. Szakács József, Kiss Emil, a Szabadegyházak Tanácsa tagegyházainak naptára; Szabadegyházak Tanácsa, Bp., 1983
- A Magyarországi Szabadegyházak. Teológiai és egyházszervezeti rendszerek vizsgálata; Szabadegyházak Tanácsa Lelkészképző Intézete, s.l., 1984
- Múlt, Jelen, Jövő 1985., a Szabadegyházak Tanácsa tagegyházainak naptára; Szabadegyházak Tanácsa, Bp., 1985